# Veszprémi Imre
Veszprémi Imre (Balatonszabadi, 1932. július 29. – 2013. április 8.) Munkácsy Mihály-díjas (1982) magyar szobrászművész.

## Élete
Szülei Veszprémi Imre és Szikszai Margit voltak. 1952 óta kiállító művész. 1952-1958 között a Magyar Képzőművészeti Főiskola hallgatója volt, ahol Szabó Iván és Somogyi József tanították. 1986 óta leginkább Olaszországban dolgozott.
Szobrait maga faragta főképp márványban és kőben, valamint ónixban és fában.
2013. április 8-án, életének 81. életévében elhunyt.

## Kiállításai
| - 1970, 1977 Műcsarnok - 1971 Debrecen - 1972 Jászberény - 1973 Szombathely - 1977, 1994 Sopron - 1979–1981 Zichy-kastély - 1981–1982 Boglárlelle - 1983 Tapolca - 1985, 1995, 1998, 2001 Budapest - 1986 Vác - 1987 Duisburg - 1988, 1991, 1999–2000, 2005, 2007–2008 Párizs - 1989–1990 Gent, Treviso - 1992 Bordeaux - 1992, 2003 Vigadó Galéria - 1993 Bécs - 2000 Siófok - 2003 Marseille | - 1960 Újdelhi - 1962, 1972, 1986 Moszkva - 1975 Ravenna - 1978 Berlin - 1986 Eperjes - 1991 Párizs - 1992, 1994, 2001 Budapest - 1995–1996 Hortobágy |

### Csoportos

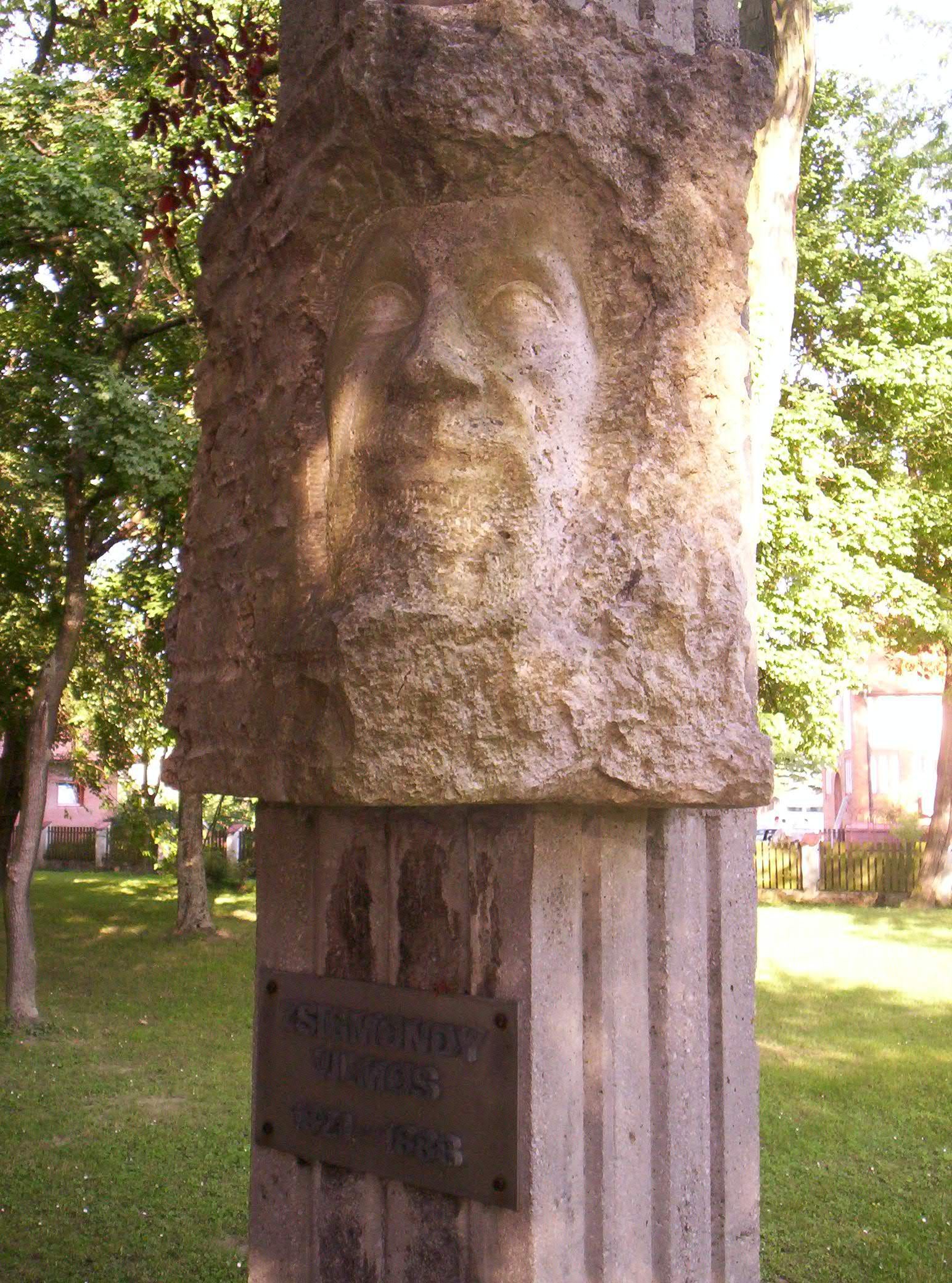
Zsigmondy Vilmos szobra Harkányban (1971); Veszprémi Imre alkotása

## Művei
- Hunyadi János dombormű (1958)
- Vak Bottyán (1959)
- Parasztasszony (1960)
- Ülő fiú (1962)
- Építőmunkások (1963)
- Puskás Tivadar (1964)
- Női figura (1966)
- Madárkő (1967)
- Ülő nő (1968)
- Álló nő (1968)
- Aujeszky Aladár (1969)
- Bámészkodó (1969)
- Bagolykő (1970)
- Zsigmondy Vilmos (1971)
- Kéz (1975)
- Anyaság (1977)
- Álló leány (1978)
- Világszálló madár (1978)
- Anya gyermekével (1978)
- Lengyel Gyula (1980)
- Földanya (1981)
- Rusznyák István professzor portréja (1982)
- Anya gyermekkel (1985)
- Ló (1985, 2006)
- Emberi komédia (1986)
- La porta della vita (1986)
- Ad astra (1986)
- Madár (1988)
- Porta della Vergine (1988)
- Kossuth Lajos (1988)
- Bagoly II. (1989)
- Petőfi (1989)
- A nagy ember (1990)
- Régi kapu (1990)
- Croce Umana (1991)
- Onda femina (1992)
- Faro (1992)
- Kóré II. (1992)
- Gulág-emlékmű (1993)
- Titkok titka (1993)
- Lószerszám (1993)
- Nukleáris kor (1994)
- A második (1994)
- La Bouche de la Vérité (1995)
- Hanuman (1995)
- Bika (1995)
- Kronosz (1995)
- Nap, tenger, hold (1996)
- A Föld köldöke (1997)
- A heidelbergi (1997)
- Esőcsináló (1998)
- Nap, tenger (1998)
- Hősök emlékműve (1999)
- Millenniumi emlékmű (2000)
- Góliát (2001)
- Ad Infinitum (2001)
- Mesekő (2001)
- Micsoda madár (2001)
- Kékkő (2002)
- Nagyonnagy királynő (2003)
- Katedrális (2003)
- Szeptember 11. (2003)
- Égi jel (2003)
- Világítótorony (2005)
- Luna laguna (2005)
- Jantár (2005)